# Sulejman Demollari
Sulejman Demollari   (Tirana, 15 de maig de 1964) és un exfutbolista albanès de la dècada de 1980.
Fou 45 cops internacional amb la selecció albanesa.
Pel que fa a clubs, defensà els colors de Dinamo Tirana, Dinamo Bucharest, Panionios GSS i Győr FC.